# Aeropyrum
A Aeropyrum egy Archaea nem a Desulfurococcaceae családban. Az archeák – ősbaktériumok – egysejtű, sejtmag nélküli prokarióta szervezetek.

## Fajok
A nem két fajt tartalmaz:
A. camini: Egy mélytengeri hidrotermális kürtőből izolálták. Obligát aerob és hipertermofil.
A. pernix: Aerob, hipertermofil szervezet. 100 C felett nő. Nagyon mozgékony mikroszkópos vizsgálatban.